# N622 (België)
De N622 is een gewestweg in de Belgische provincie Luik. De weg verbindt de N62 in Francorchamps met de N68 in Stavelot. De weg heeft een lengte van ongeveer 7 kilometer.